# Umberto Marcheggiani
Umberto Marcheggiani (Gubbio, 12 giugno 1943) è un ex lottatore italiano.

## Biografia
Nato a Gubbio, in provincia di Perugia, nel 1943, gareggiava nella lotta libera, prima nella categoria di peso dei pesi medi (87 kg), nel prosieguo della carriera dei pesi mediomassimi (90 kg), membro del Gruppo Sportivo Forestale.
Nel 1967 ha vinto la medaglia d'argento negli 87 kg ai Giochi del Mediterraneo di Tunisi, battuto solo dal turco Basri Yılmaz.
A 25 anni ha partecipato ai Giochi olimpici di Città del Messico 1968, nei pesi medi (87 kg), perdendo ai punti il primo turno contro l'ungherese Géza Hollósi, vincendo il secondo per superiorità tecnica sul canadese Robert Chamberot, ma perdendo il terzo per schienata contro lo statunitense Tom Peckham.
Quattro anni dopo, a 29 anni, ha preso di nuovo parte alle Olimpiadi, quelle di Monaco di Baviera 1972, questa volta nei pesi medio-massimi (90 kg), perdendo ai punti il primo turno contro il francese Michel Grangier, pareggiando il secondo con il britannico Ronald Grinstead e perdendo il terzo per superiorità tecnica contro il tedesco orientale Günter Spindler.
Ai Mondiali ha chiuso sesto nei 90 kg a Edmonton 1970, mentre agli Europei ha terminato quarto negli 87 kg a Karlsruhe 1966 e quinto nei 90 kg a Katowice 1972.
Dopo il ritiro è rimasto nel mondo della lotta, svolgendo tra gli altri i ruoli di direttore tecnico della lotta nel Gruppo Sportivo Forestale e di segretario del settore Lotta del Comitato Regionale del Lazio.

## Palmarès

### Giochi del Mediterraneo
- 1 medaglia:
  - 1 argento (Libera 87 kg a Tunisi 1967)